# Peter Laporterie
 Peter Laporterie (* 1702 in Bordeaux; † 1784 in Bonn) war ein Bildhauer in der Zeit des europäischen Absolutismus.

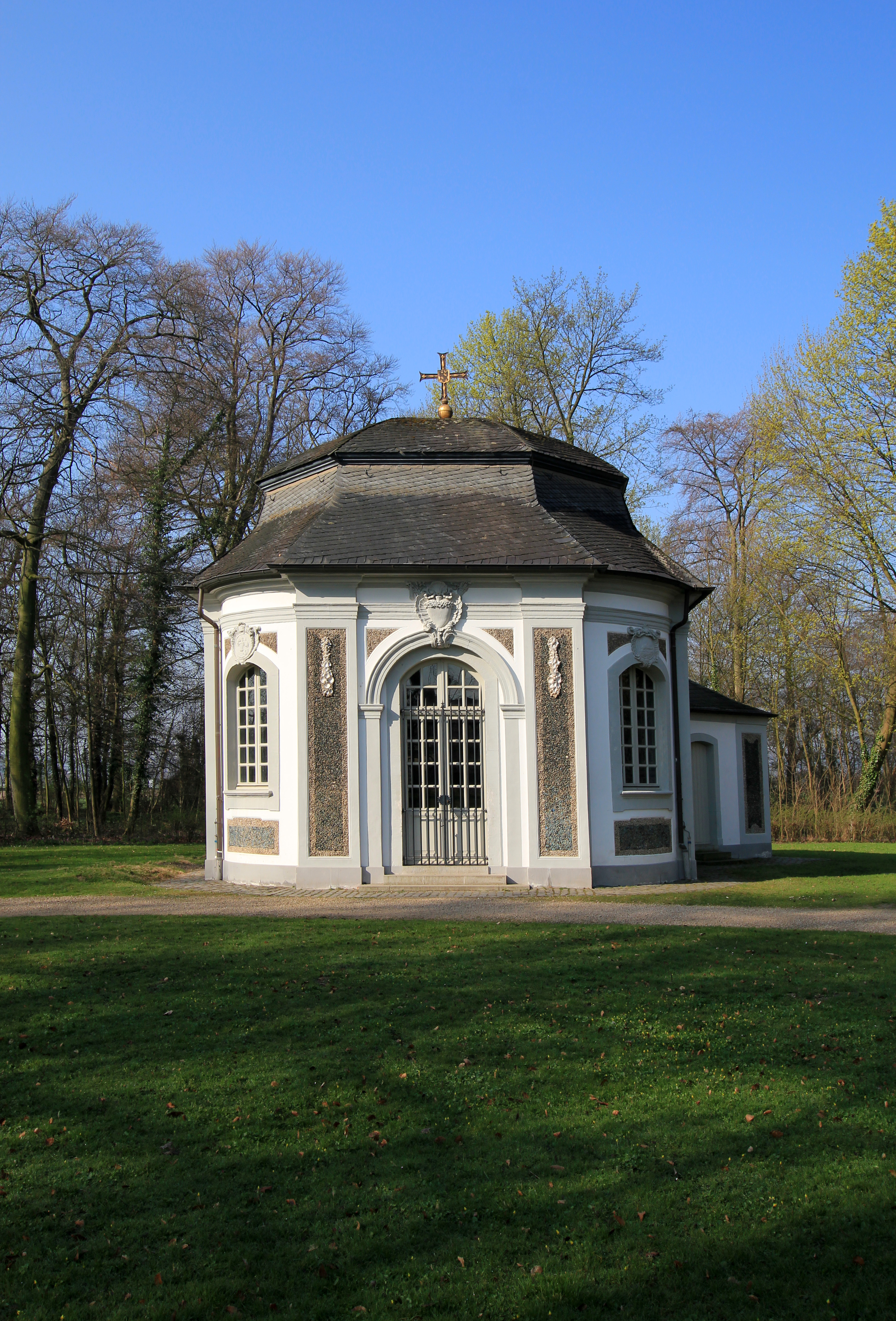
Kapelle am Jagdschloss Falkenlust, Brühl

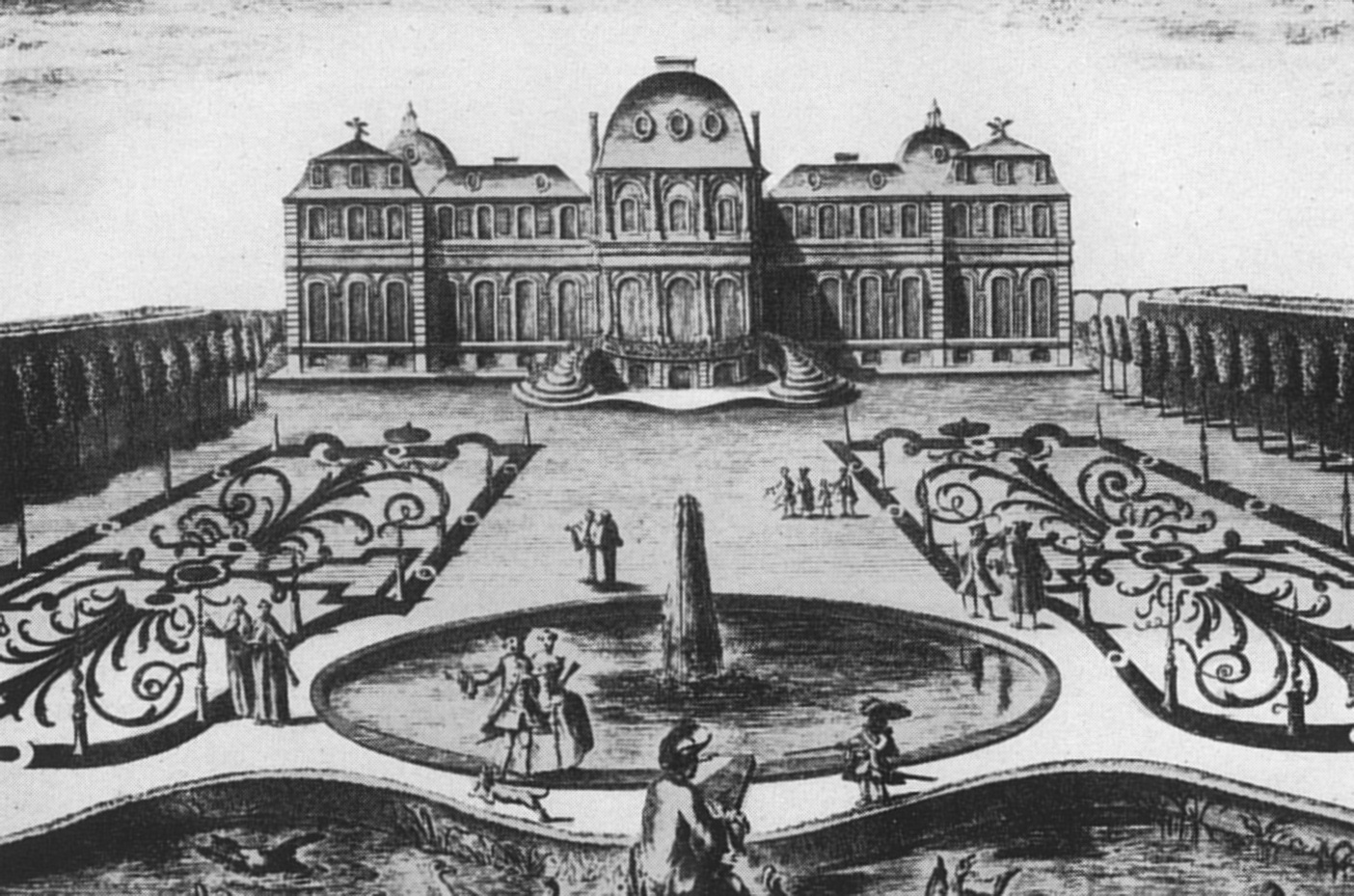
Schloss Poppelsdorf (18. Jahrhundert)

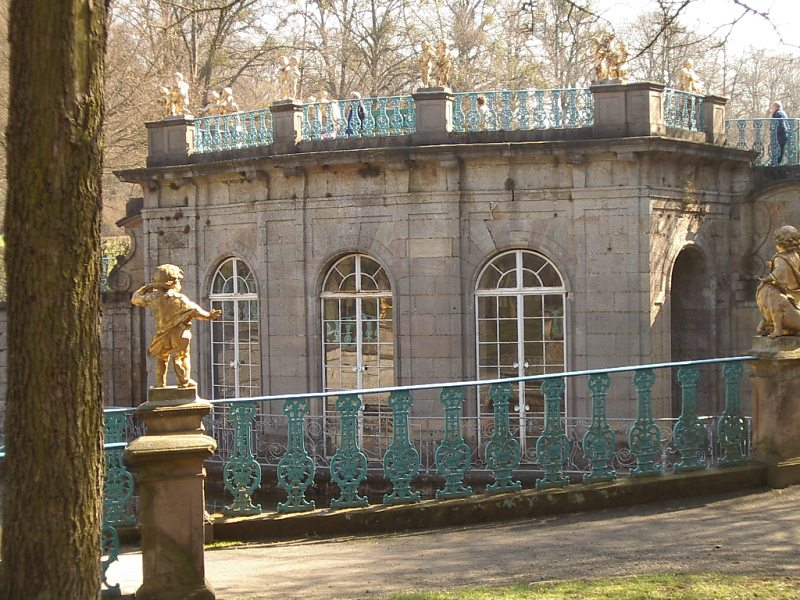
Grotte im Park von Schloss Wilhelmsthal

## Leben

### Ausbildung und Aufenthalte
Peter Laporterie erlernte sein Handwerk in der Provinz Holland und in Paris. Gerühmt wurden speziell seine Grottenarbeiten, zu denen er vor allem bei den entstehenden Schlossanlagen deutscher Fürsten beauftragt wurde.
Dass Laporterie als ein in Köln bezeugter Bildhauer des 18. Jahrhunderts angeführt wurde, lässt den Schluss zu, dass er dort bei einer der Zünfte eingeschrieben war, jedoch wurden keine diesbezüglichen Angaben gemacht. Auch bei den 1750 begonnenen Umbauten im Inneren des Kölner Rathauses, insbesondere bei der Umgestaltung des wegen seiner Rokoko-Ornamentik als Muschelsaal bezeichneten Raumes, wurde Laporteries Name nicht als einer der beteiligten Meister genannt.

### Werke und Wirkungsstätten
1730 stand er in Diensten des Kurfürsten Clemens August von Bayern, für den er eine mit üppiger Muscheldekoration versehene Kapelle im Park des Brühler Jagdschlosses Falkenlust errichtete. Die nach Fertigstellung des Bauwerks der heiligen Maria Aegyptiaca geweihte „Muschelkapelle“ hatte den Grundriss eines kleinen Oktogons erhalten und war eine im Stil einer Grotte ausgeschmückte Kapelle. Sie blieb im Gegensatz zu Laporteries ebenfalls für Clemens August im heutigen Bonner Stadtteil Poppelsdorf ausgeführter Arbeit erhalten.
Der seit 1735 in Bonn weilende Bildhauer arbeitete sieben Jahre an der Ausstattung des Muschelsaales im Poppelsdorfer Schloss des Kurfürsten. Diese 1753 vollendete Arbeit wird als sein Hauptwerk bezeichnet und hervorgehoben, dass die Ausschmückung „eine äußerst raffinierte Disposition gewesen sei“ und die Herstellung sowie die Verwendung des pflanzlichen und tierischen Schmuckes aus Muscheln und Korallen „habe die höchste Beherrschung des spröden Materiales gezeigt“. Das Werk wurde als sehr viel umfangreicher und bedeutender als alle seine anderen drei Arbeiten angesehen. 1764 stellte er hierfür an den Nachlass des Kurfürsten eine Forderung in Höhe von 2000 Reichstalern, die jedoch unbeantwortet blieb. 
1905 hieß es zum Thema des Muschelsaals in der Rede eines preußischen Abgeordneten in Mainz, die Wasserbecken in den Wandnischen wären bereits 1820 entfernt worden und mit dem technischen Meisterwerk Laporteries sei „bei der Aufstellung der mineralogischen Sammlung in diesem Schlossflügel nicht eben milde verfahren worden, sodass sie erheblich Schaden genommen habe“.
Weitere Werke Laporteries entstanden in den Parkanlagen des zwischen 1743 und 1761 erbauten Schlosses Wilhelmsthal und in den Anlagen des Schlosses zu Wied.
Peter Laporterie bewohnte 1785 ein eigenes Haus in der Bonner Wenzelgasse. Es ist jedoch nicht bekannt, wo er starb oder wo er bestattet wurde.